# Saussurea pseudoalpina
Saussurea pseudoalpina là một loài thực vật có hoa trong họ Cúc. Loài này được N.D.Simpson miêu tả khoa học đầu tiên năm 1913.